# Burgstall Mühleck
Der Burgstall Mühleck ist eine abgegangene Höhenburg auf 656 m ü. NHN und befindet sich 125 Meter nordwestlich von Sindelsdorf-Mühleck in der Gemarkung Kleinweil der Gemeinde Großweil im Landkreis Garmisch-Partenkirchen in Bayern. Die Anlage wird als Bodendenkmal unter der Aktennummer D-1-8233-0001 als „Burgstall des hohen oder späten Mittelalters (‚Mühleck‘)“ geführt. 
Von der ehemaligen Burganlage ist ein Halsgraben erhalten. 400 m südwestlich befindet sich die Abschnittsbefestigung Haselleite, die als Vorwerk zu dem Burgstall Mühleck angesehen wird.